# Rondeau (Grenoble)
Pour les articles homonymes, voir Rondeau.
Le quartier du Rondeau est un quartier de Grenoble situé au sud-ouest de la ville. Il est limitrophe du quartier du Mistral. Son nom a est lié à l'existence d'un vaste rond-point situé sur le Cours Saint-André (devenu par la suite le Cours de la Libération)

## Géographie et organisation
Le lieu-dit du « Rondeau » correspond historiquement à la partie sud-ouest de la ville de Grenoble, située entre le Drac et le territoire de la ville d'Échirolles. Le secteur urbanisé du quartier actuel se délimite entre le boulevard de la Libération et le Parc Bachelard, l'autre partie étant essentiellement occupée par des infrastructures autoroutières.

## Histoire
Jusqu'au Second Empire, le lieu dit du Rondeau et une grande partie des quartiers actuels de Mistral, Eaux Claires et de Chorrier - Berriat actuellement dans Grenoble, avant la création de la commune d'Échirolles, dépendaient de la commune de Seyssins, avant d'être rattaché à Grenoble en 1860. Jusqu' aux années 1960, le site a été une vaste plaine agricole, où se situaient de nombreuses fermes. De nos jours, 3 anciennes fermes subsistent, transformées en habitations individuelles. Les années 1960, voient la bétonisation à outrance avec l' invasion des promoteurs immobiliers, et des ensembles HLM comme Mistral, et André Abry, extremement denses en population. Entre 1926, et 1990, exista la société nationale de la Viscose, fondée par Hilaire de Chardonnet, sous forme d' une importante usine de textile artificiel, qui fut, durant la 2eme guerre mondiale un grand bastion de la Résistance, dont le propre directeur en fut le premier résistant. En 1989, du fait de l' obsolescense et de la non-conformité aux nouvelles législations du travail( de nombreux accidents ont eu lieu ), et des troubles olfactifs du voisinage, face au rejet direct des eaux usées dans le Drac, malgré les grèves et les syndicats, l' usine fut définitivement fermée cette année là, puis démolie.
Vers la fin du XIXe siècle, il existait dans ce secteur une citerne destinée à l'approvisionnement en eau de la ville de Grenoble. Cette citerne était alimentée par le captage des sources du « Rondeau situées en bordure du Drac. Par extension ce nom fut donné à l'emplacement puis au quartier tout entier.

### Le petit séminaire du Rondeau

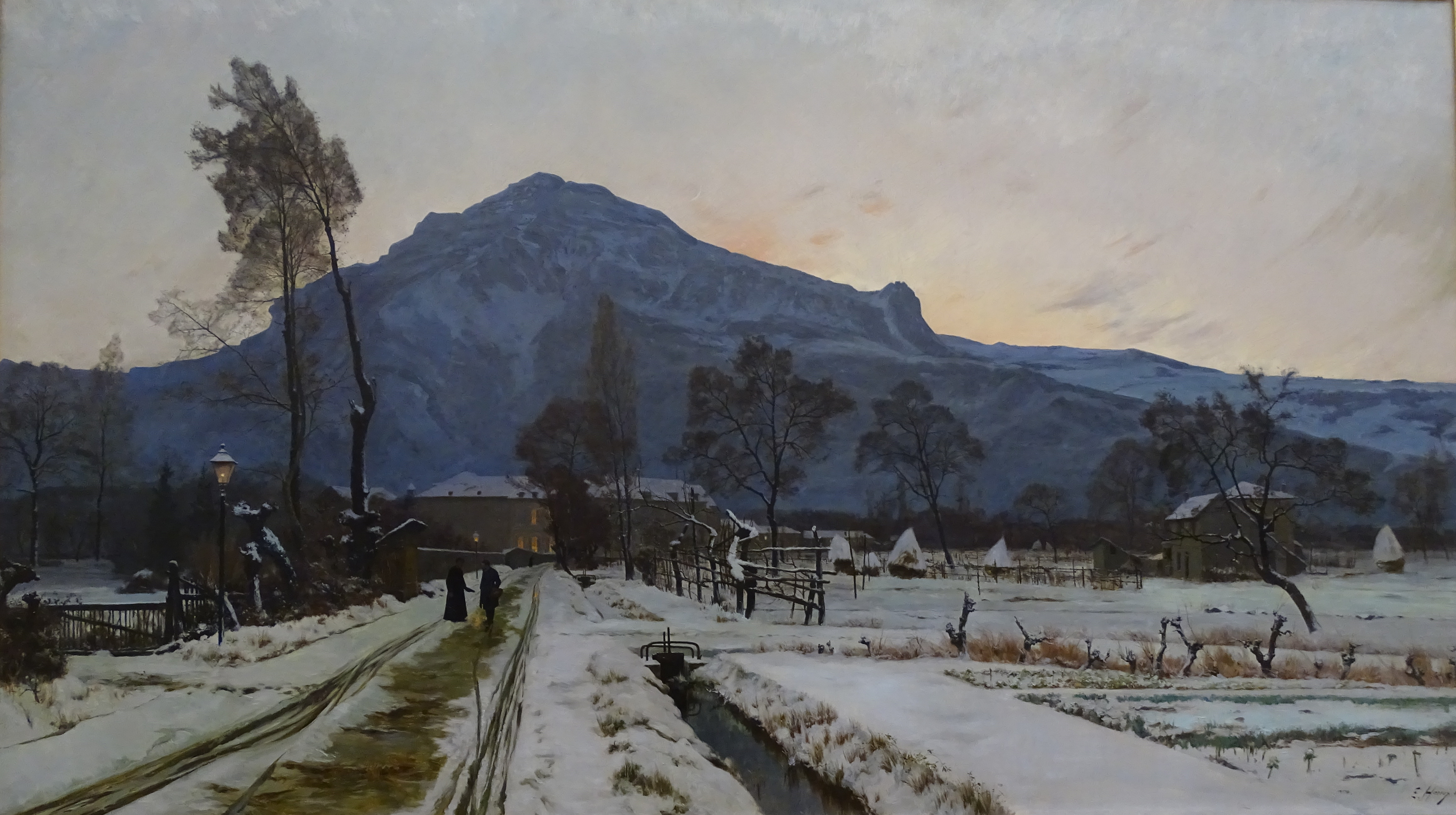
L'abbé Guétal et Ernest Hareux sur le chemin du petit séminaire du Rondeau (musée de Grenoble)

Le petit Séminaire de Grenoble, fondé en 1812 et occupa tout d’abord un immeuble situé sur les quais de l'Isère, l’ancien Hôtel de Franquières. L'établissement s’installa ensuite progressivement dans une grade propriété achetée au Marquis de La Valette, et située dans le lieu-dit le Rondeau qui lui donna son nom. Ala suite des lois anti-congréganistes du début du XXe siècle, les Supérieurs du Rondeau furent expulsés de ce lieu et les élèves furent dispersés dans différents établissements de la région.

### Les Jeux Olympiques du Rondeau

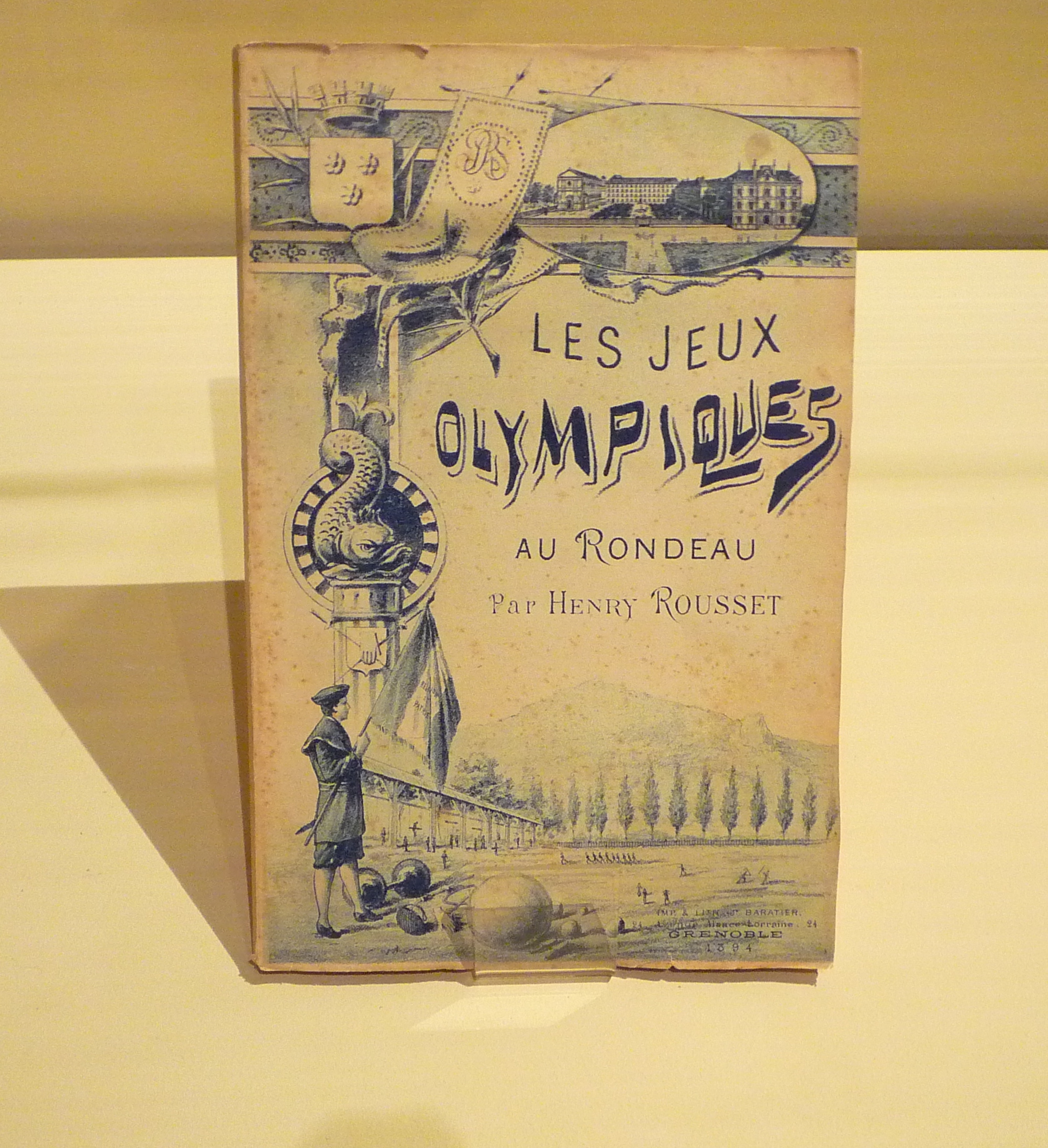
Les Jeux Olympiques au Rondeau, Henry Rousset, Grenoble, 1894.
Histoire de ces jeux improvisés à partir du 29 février 1832 par les élèves du petit séminaire du Rondeau à Grenoble

Les Jeux Olympiques de l’ère moderne ont été créés par Pierre de Coubertin et leur première édition eut lieu en 1896 à Athènes. Pourtant, en 1832. Des « Jeux Olympiques » furent organisées au petit séminaire du Rondeau. Dans cet établissement, les études théologiques étaient associées à l’éducation physique. L’idée d'organiser cette compétition olympique, présentée par les élèves et les professeurs fut acceptée. De nombreuses épreuves y figuraient, tels que lancer du disque, les concours littéraires, la course à pied, le jeu de boules, les courses en sac, etc... Ces Jeux qui se tiendront jusqu’en 1905 dans ce quartier Parmi les lauréats figure en 1849 l'abbé Henri Didon, lequel inventera la devise Citius, Altius, Fortius.

### La Cité-jardin du Rondeau
En 1921, un projet de « cité jardin » est lancé par la ville afin d'être édifié près du Rondeau. En 1924, les premières maisons sont livrées et en 1926, les derniers logements sont occupés.
En 1958, face au coût de rénovation de la cité jardin et à la demande grandissante de logements dans l’agglomération, la municipalité et l’OPHBM décident de tout raser et de reconstruire du neuf en densifiant sous forme de grand ensemble qui sera la future Cité Mistral.

## Accès

### Par la route
Le quartier du Rondeau est bordée dans sa partie ouest par l'autoroute A480 qui constitue la rocade ouest de Grenoble et borde la rivière Drac. Une bretelle reliant cette voie rapide permet de rejoindre la rocade sud qui longe la partie sud, le séparant ainsi de la commune d'Échirolles.

### Par les transports publics
Ce quartier est desservi par plusieurs lignes de bus dont la ligne Chrono C2. Ainsi que la ligne de tram E

## Bâtiments principaux
- L'église Saint-Pierre-du-Rondeau conçue par les architectes Avezou et Blondeau, est un édifice religieux de rite catholique à l'architecture moderne. Conçue en béton brut de décoffrage est le matériau dominant des églises construites en ce début de la seconde moitié du XXe siècle[7].

Ce batiment fut construit en 1964-1965. Auparavant, cette paroisse se trouvait plus au nord, voisinant avec l' école privée de St Pierre du Rondeau, le bâtiment existe toujours.
Devant l' église actuelle, se trouve le terminus du Tramway actuel, ligne E.